# Chanéac
Chanéac település Franciaországban, Ardèche megyében. Lakosainak száma 262 fő (2022. január 1.). Chanéac Arcens, Borée, Lachapelle-sous-Chanéac, La Rochette, Saint-Clément, Saint-Martin-de-Valamas és Saint-Julien-d’Intres községekkel határos.

## Népesség
A település népességének változása:
| Lakosok száma | 313  | 243  | 243  | 275  | 264  | 259  | 256  | 254  | 256  | 262  |
|               | 1968 | 1982 | 1990 | 2006 | 2013 | 2015 | 2017 | 2019 | 2020 | 2022 |